# Transferpapier
Transferpapier wird für Textilien und kunstgewerbliche Projekte verwendet. Transferpapier ist ein dünnes Stück Papier, das mit Wachs und Pigmenten beschichtet ist. Oft wird ein Tintenstrahldrucker oder ein anderer Drucker verwendet, um das Bild auf das Transferpapier zu drucken. Mit einer Wärmepresse kann das Bild auf Kleidung, Leinwand oder eine andere Oberfläche übertragen werden. Transferpapier wird zur Herstellung von Aufbügelbildern verwendet.

## Geschichte
"Ursprünglich sollte diese Methode, ein vorgefertigtes Bild von einem Ort zum anderen zu übertragen, als wesentlicher Ersatz für Tinte dienen. Im Jahr 1801 erfand der italienische Erfinder Pellegrino Turri das Kohlepapier, um die Tinte für seine mechanische Schreibmaschine, eine der ersten Schreibmaschinen, bereitzustellen." Ralph Wedgwood erhielt 1806 das erste Patent für Kohlepapier. Wedgwoods Technik wurde in der Folgezeit kontinuierlich weiterentwickelt.

## Tintenstrahldrucker
Die meisten herkömmlichen Tintenstrahldrucker sind nicht in der Lage, weiß zu drucken (obwohl viele Großformat- und Direct-to-Wear-Tintenstrahldrucker weiße Tinte als Option anbieten). Bei diesen Geräten scheint also in allen weißen Bereichen die vorhandene Farbe des Kleidungsstücks durch. Das Spiegelbild des Bildes wird auf Papier gedruckt. Wenn es übertragen wird, ist das Ergebnis das Spiegelbild des Spiegels (des Originals). Inkjet-Transferpapier für dunkle Kleidungsstücke ist mit übertragbarer weißer Tinte beschichtet. Bei dunklen Kleidungsstücken wird das Bild ohne Spiegelung gedruckt. Der Bekleidungsdruck benötigt Transferpapier für hochwertige Bekleidungsdruckergebnisse.